# پارک ملی اندرینگیترا
پارک ملی اندرینگیترا (به لاتین: Andringitra National Park) یک پارک ملی در ماداگاسکار است که در هائوته ماتسیاترا واقع شده‌است.